# Baqat al-Hatab
Baqat al-Hatab (àrab: باقة الحطب, Bāqat al-Ḥaṭab) és una vila palestina de la governació de Qalqilya, a Cisjordània, situada 20 km al sud-oest de Nablus. Segons l'Oficina Central Palestina d'Estadístiques tenia 2.047 habitants el 2016.

## Història
En 1882 el Survey of Western Palestine del Fons per a l'Exploració de Palestina descriu Baka (Beni Sab): "un poble de pedra ben construït en una posició visible en una cresta nua, amb unes poques olives i un pou al nord, és un lloc petit. Una casa gran al costat nord va formar una estació trigonomètrica el 1873."

### Època del Mandat Britànic
Segons el cens organitzat en 1922 per les autoritats del Mandat Britànic Baqat tenia 207 musulmans, incrementats en el cens de Palestina de 1931 a 282 musulmans en 63 cases.
En 1945 la població era de 390 musulmans, amb 8,950 dúnams de terra, segons un cens oficial de terra i població. D'aquests, 645 dúnams eren per plantacions i terra de rec, 1,688 eren per cereals, mentre 36 dúnams eren sòl edificat.

### Després de 1948
Després de la de la Guerra araboisraeliana de 1948, i després dels acords d'Armistici de 1949, Baqat al-Hatab va restar en mans de Jordània. Després de la Guerra dels Sis Dies el 1967, ha estat sota ocupació israeliana.